# Concilio di Orléans I

Partecipazione dei vescovi al concilio di Orléans del 511.

Il Concilio di Orléans fu tenuto nel luglio del 511, a Orléans, città non lontana dalle province visigote annesse di recente dal re franco Clodoveo I. Fu il primo concilio della Gallia franca.

## Descrizione
Il concilio rappresentò l'apogeo del re franco, a pochi mesi dalla sua morte. Riuniti nella chiesa di Sainte Croix sotto la presidenza di Cipriano di Bordeaux (già presente al concilio di Agde e in contatto con Cesario di Arles dai tempi in cui quest'ultimo era stato esiliato a Bordeaux), i 32 vescovi presenti - meno della metà dei vescovi delle diocesi del regno, anche se con una forte rappresentanza dell'ex regno goto - designarono Clodoveo con il suo titolo romano, «Rex Gloriosissimus figlio della Santa Chiesa» e gli sottoposero all'approvazione 31 canoni che intendevano imporre leggi del codice romano alle consuetudini franche, proibendo i matrimoni fra consanguinei e l'adulterio, l'omicidio per vendetta, la mutilazione e il rapimento. Una forte supervisione avvenne in tema del reclutamento del clero: il concilio subordinò all'approvazione (e dunque controllo) del re o di un suo funzionario all'accesso agli ordini dei laici, anche per evitare scompensi nelle file dell'esercito. Vengono anche sottoposti all'immunità fiscale i beni immobili che il re vorrà donare alle chiese, i cui proventi verranno ripartiti nelle seguenti tre funzioni: per provvedere alla riparazione degli edifici ecclesiastici, per il sostentamento del clero e dei bisognosi e per il riscatto dei prigionieri.
Altri canoni prevedono una ristrutturazione della Chiesa franca: il clero deve essere approvato dal re, che nomina anche i vescovi, ed è esentato dal servizio militare; i preti sposati possono convivere con le loro mogli, ma devono astenersi dai rapporti sessuali. Viene favorito l'inserimento del clero già ariano nelle strutture cattoliche. I canoni emessi dal concilio non affrontarono questioni dottrinali e nemmeno il tema dell'evangelizzazione del popolo che aveva appena abbracciato (almeno in teoria) il cattolicesimo.
L'alleanza della Chiesa con il potere civile è, insieme con l'unificazione dei territori che costituiscono in gran parte la Francia attuale, l'atto politico di maggiore rilevanza: destinato a produrre le sue conseguenze per tredici secoli, pone Clodoveo nella veste di fondatore della monarchia francese. I concili di Agde e di Orléans hanno due elementi importanti in comune: il carattere nazionale e l'utilizzo politico dello strumento conciliare, scelto come momento di incontro e integrazione fra le nuove popolazioni dominanti e quelle dominate, rappresentate quest'ultime dai vescovi, destinati a diventare interlocutori d'elezione dei re barbari.

## Partecipanti
Al concilio presero parte 27 vescovi e 5 metropoliti (Bordeaux, Bourges, Eauze, Rouen e Tours).
Questo è l'elenco delle 32 sottoscrizioni agli atti conciliari come riportato dal codice Parisiensis Lat. 12097.
- Cipriano di Bordeaux
- Tetradrio di Bourges
- Licinio di Tours
- Gildardo di Rouen
- Eufrasio dell’Alvernia
- Cameliano di Troyes
- Eraclio di Parigi
- Quinziano di Rodez
- Pietro di Saintes
- Boezio di Cahors
- Cronopio di Périgueux
- Nicezio di Auch
- Leonzio di Elusa
- Sestilio di Bazas
- Adelfio di Rezé
- Lupicino di Angoulême

- Principio di Le Mans
- Eustochio di Angers
- Epifanio di Nantes
- Melanio di Rennes
- Eusebio di Orléans
- Modesto di Vannes
- Litardo Oxomensis
- Lupo di Soissons
- Nepo di Avranches
- Edebio di Amiens
- Sofronio di Vermandois
- Libanio di Senlis
- Leonziano di Coutances
- Mauroso di Évreux
- Teodosio di Auxerre
- Aventino di Chartres